# Gillichthys mirabilis
Gillichthys mirabilis е вид лъчеперка от семейство Попчеви (Gobiidae).

## Разпространение
Видът е разпространен в Мексико и САЩ.